# Cerro La Danta
El Cerro La Danta es una formación montañosa ubicada en el Municipio Ezequiel Zamora en el extremo norte del estado Cojedes, Venezuela. A una altitud promedio de 740 m s. n. m., el Cerro La Gloria es una de las montañas más altas en Cojedes.

## Ubicación
El Cerro La Danta es el punto más elevado de la Fila San Lorenzo, al norte de la ciudad de Tinaco. Colinda hacia el sur con el Cerro La Gloria y la ruta La Sierra al norte del sector Nuevo Mundo (452 m s. n. m.) y el puente Los Chupones (320 m s. n. m.). Hacia el norte se continúa por la Fila de Las Brisas, límite del estado Yaracuy.